# She's Got Standards
She's Got Standards is de vierde single van het album No Love Lost van The Rifles. Het werd een nummer 1-hit in de Kink 40. In het Verenigd Koninkrijk behaalde de single de 32e positie.

## Tracks
- 7" 82876856577

1. She's Got Standards
2. She's Got Standards (akoestisch)

- 7" 82876856587

1. She's Got Standards
2. Hard To Say (Demo)

- CDS 82876856172

1. She's Got Standards
2. In Between Days (Live From BBC1's Zane Lowe Show)